# NS-Baureihe 1200
Die Baureihe 1200 der Niederländischen Eisenbahnen (NS) ist eine sechsachsige Elektrolokomotivbaureihe aus den Jahren 1951 bis 1953. Die Lokomotiven waren bis 1998 bei der NS im Einsatz. 

## Geschichte

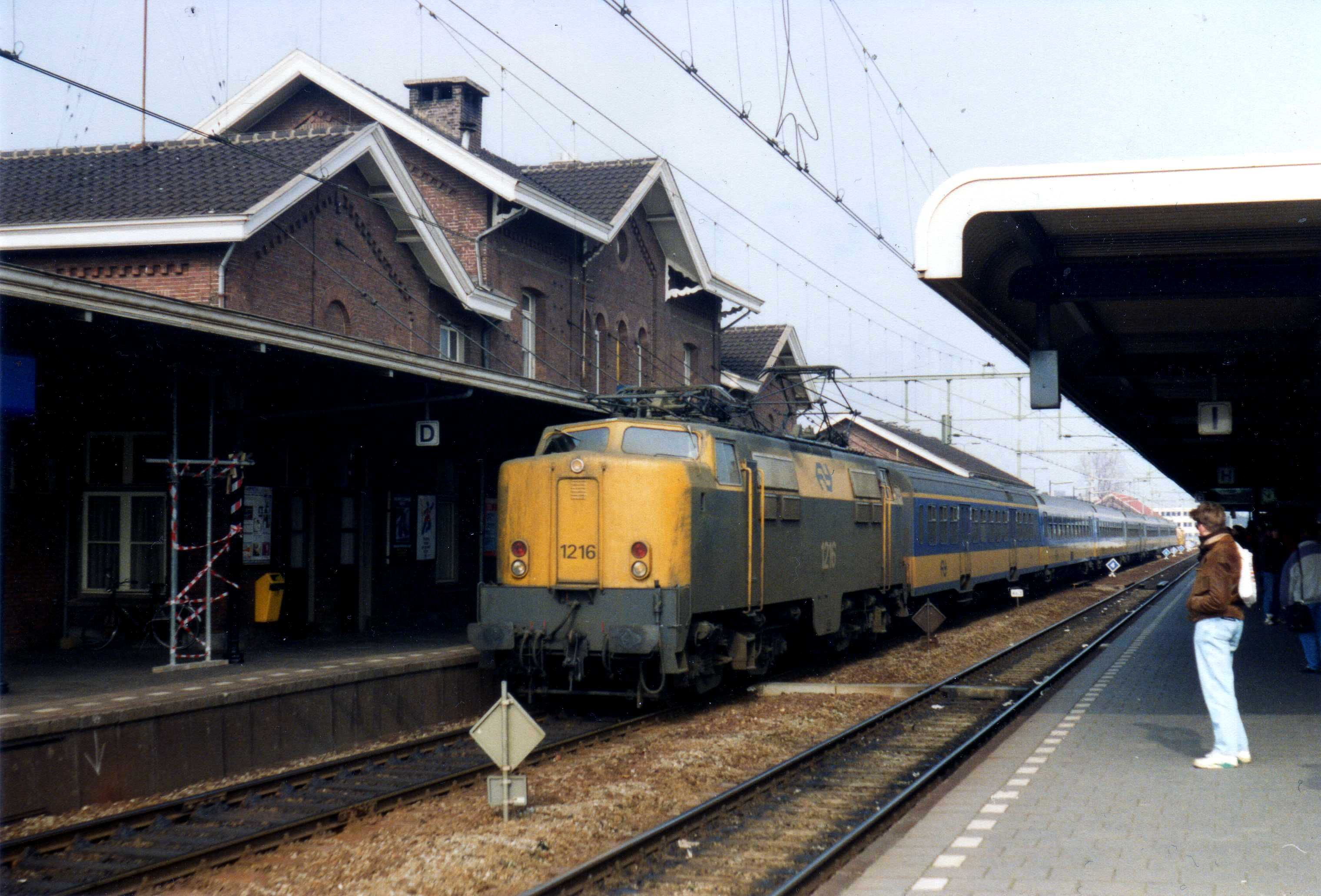
Lok 1216 im Plandienst in Roermond mit Intercity-Zug 939 von Zandvoort (bei Amsterdam) nach Heerlen, 1993

Nach Ende des Zweiten Weltkrieges gab es großen Fahrzeugmangel bei der NS. Da man keine Erfahrungen mit dem Bau elektrischer Lokomotiven hatte, kaufte man Lokomotiven bei verschiedenen Lieferanten. Die bei Baldwin konstruierten Lokomotiven wurden bei Werkspoor in Utrecht gefertigt. Die bei Westinghouse entwickelte Elektrotechnik wurde von Heemaf in Hengelo geliefert. Von den ursprünglich 75 georderten Lokomotiven wurden nur 25 ausgeliefert. Der amerikanische Einfluss ist an den hochliegenden Führerständen und den großen, dem Schutz des Lokführers dienenden Vorbauten erkennbar. Am 30. November 1950 wurden 25 Loks bestellt, am 27. September 1951 konnte die erste Probefahrt stattfinden. Am 9. Februar 1952 wurde die 1201 offiziell in Dienst gestellt, der Preis pro Lok betrug 765.000 hfl.
Die Loks hatten sechs Motoren des Typs TM94. Die ersten 14 Lokomotiven waren türkis lackiert, danach setzte sich wegen des sichtbaren Abriebs der Stromabnehmer eine rotbraune Farbgebung durch. Ab 1954 erhielten alle Loks eine blaue Farbgebung, 1971 erhielt die erste Lok die neuen NS-Hausfarben grau/gelb, 1983 war auch die letzte Lok entsprechend umlackiert. Am 30. März 1998 endete der planmäßige Einsatz bei der NS. 
Fünf weitere Lokomotiven (1214, 1215, 1218, 1221, 1225) wurden 1999 an die ACTS Nederland BV verkauft. Diese vermietete 2010 drei Lokomotiven (1214, 1215, 1225) an die Eisenbahngesellschaft Euro-Express Treincharter (EETC). Von der wurden sie bis April 2015 unter anderem vor den Nachtzügen Niederlande–Österreich zwischen Amsterdam und Venlo eingesetzt. Fünf Maschinen (1201, 1202, 1211, 1218, 1221) sind als Museumslokomotiven erhalten. NS 1211 ist Botschafterlok im Bahnpark Augsburg. Leihgeber ist das Eisenbahnmuseum Utrecht.